# Workaholics
Workaholics is een televisieprogramma van Comedy Central uit de Verenigde Staten.
De sitcom ging op 6 april 2011 in première. De hoofdrollen in de serie worden vertolkt door Blake Anderson, Adam DeVine en Anders Holm. Ze spelen drie kamergenoten en collega's bij een telemarketingbedrijf.